# Oscar Gustavo Guerrero
Oscar Gustavo Guerrero Amaya (San Salvador; 10 de abril de 1954) es un exfutbolista salvadoreño que se desempeñaba como delantero.

## Selección nacional
Fue convocado con la selección de El Salvador en las eliminatorias para la Copa Mundial de 1982. No pudo asistir a la Copa del Mundo en España por una lesión.

### Participaciones en Campeonatos Concacaf
| Copa                                       | Sede     | Resultado  | Part. | Goles |
| ------------------------------------------ | -------- | ---------- | ----- | ----- |
| Campeonato de Naciones de la Concacaf 1981 | Honduras | Subcampeón | 1     | 0     |

## Clubes
| Club                    | País        | Año       |
| ----------------------- | ----------- | --------- |
| Platense Municipal      | El Salvador | 1970-1975 |
| Once Municipal          | El Salvador | 1975-1978 |
| Alianza (cesión)        | El Salvador | 1976      |
| Independiente           | El Salvador | 1978-1984 |
| Alianza (cesión)        | El Salvador | 1980      |
| Atlético Marte (cesión) | El Salvador | 1981      |
| Águila                  | El Salvador | 1984-1985 |
| U.C.A.                  | El Salvador | 1985-1987 |

## Palmarés

### Títulos nacionales
| Título           | Equipo             | País        | Año     |
| ---------------- | ------------------ | ----------- | ------- |
| Tercera División | Platense Municipal | El Salvador | 1972-73 |
| Segunda División | Platense Municipal | El Salvador | 1973-74 |
| Primera División | Platense Municipal | El Salvador | 1974-75 |

### Títulos internacionales
| Título                           | Equipo             | País        | Año  |
| -------------------------------- | ------------------ | ----------- | ---- |
| Copa Fraternidad Centroamericana | Platense Municipal | El Salvador | 1975 |

### Distinciones individuales
| Distinción                                            | Año  |
| ----------------------------------------------------- | ---- |
| Máximo goleador de la Primera División de El Salvador | 1982 |